# Вставское
Вставское — село в Тарском районе Омской области России. Административный центр Вставского сельского поселения.

## История
Основано в 1627 году. В 1928 году состояло из 74 хозяйств, основное население — русские. В административном отношении село являлось центром Вставского сельсовета Знаменского района Тарского округа Сибирского края.

## Население
| 1926 | 2002 | 2010 |
| ---- | ---- | ---- |
| 379  | ↗469 | ↘339 |

## Улицы
| - ул. Зелёная, - пер. Коммунистический, - пер. Кузнечный, | - ул. Молодёжная, - ул. Советская, - ул. Свободы. |